# باوی (مینه‌سوتا)
باوی، مینه‌سوتا (به انگلیسی: Bovey, Minnesota) یک شهر در ایالات متحده آمریکا است که در مینه‌سوتا واقع شده است.

## خصوصیات
باوی ۵٫۹۶ کیلومترمربع مساحت و ۸۰۴ نفر جمعیت دارد و ۴۰۱ متر بالاتر از سطح دریا واقع شده است.